# Yacine El Kassah
Yacine El Kassah (in arabo ياسين الكاسح‎?; Parigi, 8 gennaio 2000) è un calciatore francese, centrocampista dell'Étoile de Métlaoui.

## Carriera
Inizia a giocare a calcio nelle giovanili del Nantes. Il 29 giugno 2016 viene ingaggiato dall'Inter, che lo aggrega al proprio settore giovanile. Il 5 luglio 2019 firma un quinquennale con il Bizertin, formazione impegnata nel campionato tunisino.

## Statistiche

### Presenze e reti nei club
Statistiche aggiornate al 25 febbraio 2024.
| Stagione        | Squadra            | Campionato      | Campionato | Campionato | Coppe nazionali | Coppe nazionali | Coppe nazionali | Coppe continentali | Coppe continentali | Coppe continentali | Altre coppe | Altre coppe | Altre coppe | Totale | Totale |
| Stagione        | Squadra            | Comp            | Pres       | Reti       | Comp            | Pres            | Reti            | Comp               | Pres               | Reti               | Comp        | Pres        | Reti        | Pres   | Reti   |
| --------------- | ------------------ | --------------- | ---------- | ---------- | --------------- | --------------- | --------------- | ------------------ | ------------------ | ------------------ | ----------- | ----------- | ----------- | ------ | ------ |
| 2019-2020       | Bizertin           | L1              | 2          | 0          | CT              | 0               | 0               | -                  | -                  | -                  | -           | -           | -           | 2      | 0      |
| 2020-2021       | Bizertin           | L1              | 12         | 0          | CT              | 0               | 0               | -                  | -                  | -                  | -           | -           | -           | 12     | 0      |
| 2021-2022       | Bizertin           | L1              | 10+1       | 0          | CT              | 3               | 0               | -                  | -                  | -                  | -           | -           | -           | 14     | 0      |
| 2022-2023       | Bizertin           | L1              | 9+1        | 0          | CT              | 1               | 0               | -                  | -                  | -                  | -           | -           | -           | 11     | 0      |
| Totale Bizertin | Totale Bizertin    | Totale Bizertin | 35         | 0          |                 | 4               | 0               |                    | -                  | -                  |             | -           | -           | 39     | 0      |
| 2023-2024       | Étoile de Métlaoui | L1              | 9+3        | 1          | CT              | 0               | 0               | -                  | -                  | -                  | -           | -           | -           | 12     | 1      |
| Totale carriera | Totale carriera    | Totale carriera | 47         | 1          |                 | 4               | 0               |                    | -                  | -                  |             | -           | -           | 51     | 1      |

## Palmarès

### Club

#### Competizioni giovanili
- Campionato Nazionale Under-17: 1

Inter: 2016-2017
- Supercoppa Under-17: 1

Inter: 2017